# Norveška rokometna reprezentanca
Norveška rokometna reprezentanca je selekcija Rokometne zveze Norveške (Norges Håndballforbund), ki zastopa Norveško na mednarodni ravni. Selektor reprezentance je Robert Hedin.

## Igralci

### Postava na EP 2010
| Št.      | Ime in priimek     | Letnik rojstva | Višina (cm) | Klub                |          |          |          |          |
| Vratarja | Vratarja           | Vratarja       | Vratarja    | Vratarja            | Vratarja | Vratarja | Vratarja | Vratarja |
| -------- | ------------------ | -------------- | ----------- | ------------------- | -------- | -------- | -------- | -------- |
| 1        | Steinar Ege        | 1972           | 194         | FCK Handball        |          |          |          |          |
| 24       | Magnus Dahl        | 1988           | 197         | Fylingen Handball   |          |          |          |          |
| Igralci  |                    |                |             |                     |          |          |          |          |
| 3        | Stian Vatne        | 1974           | 200         | Füchse Berlin       |          |          |          |          |
| 5        | Frank Løke         | 1980           | 193         | RK Zagreb           |          |          |          |          |
| 6        | Kjetil Strand      | 1979           | 190         | Füchse Berlin       |          |          |          |          |
| 7        | Lars Erik Bjørnsen | 1982           | 183         | Team Tvis Holstebro |          |          |          |          |
| 8        | Bjarte Myrhol      | 1982           | 190         | Rhein-Neckar Löwen  |          |          |          |          |
| 9        | Børge Lund         | 1979           | 196         | THW Kiel            |          |          |          |          |
| 10       | Håvard Tvedten     | 1978           | 182         | BM Valladolid       |          |          |          |          |
| 11       | Erlend Mamelund    | 1984           | 197         | FCK Handball        |          |          |          |          |
| 12       | Ole Erevik         | 1981           | 196         | KIF Kolding         |          |          |          |          |
| 13       | Christoffer Rambo  | 1989           | 201         | IL Runar            |          |          |          |          |
| 15       | Kristian Kjelling  | 1980           | 197         | AaB Håndbold        |          |          |          |          |
| 18       | Vegard Samdahl     | 1978           | 194         | Wisla Plock S.A.    |          |          |          |          |
| 19       | Thomas Skoglund    | 1983           | 182         | GOG Svendborg       |          |          |          |          |
| 22       | Christian Spanne   | 1986           | 180         | Drammen HK          |          |          |          |          |

* Ažurirano: 19. januar 2010

## Uvrstitve na velikih tekmovanjih
Norveška rokometna reprezentanca je na mednarodnih turnirjih prvič nastopila na svetovnem prvenstvu v rokometu v Nemčiji leta 1958.
| Leto | Olimpijske igre | Svetovna prvenstva | Evropska prvenstva |
| ---- | --------------- | ------------------ | ------------------ |
| 1958 |                 | 6.                 |                    |
| 1961 |                 | 7.                 |                    |
| 1964 |                 | brez nastopa       |                    |
| 1967 |                 | brez nastopa       |                    |
| 1970 |                 | brez nastopa       |                    |
| 1972 | 9.              |                    |                    |
| 1974 |                 | brez nastopa       |                    |
| 1976 | brez nastopa    |                    |                    |
| 1978 |                 | brez nastopa       |                    |
| 1980 | brez nastopa    |                    |                    |
| 1982 |                 | brez nastopa       |                    |
| 1984 | brez nastopa    |                    |                    |
| 1986 |                 | brez nastopa       |                    |
| 1988 | brez nastopa    |                    |                    |
| 1990 |                 | brez nastopa       |                    |
| 1992 | brez nastopa    |                    |                    |
| 1993 |                 | 13.                |                    |
| 1994 |                 |                    | brez nastopa       |
| 1995 |                 | brez nastopa       |                    |
| 1996 | brez nastopa    |                    | brez nastopa       |
| 1997 |                 | 12.                |                    |
| 1998 |                 |                    | brez nastopa       |
| 1999 |                 | 13.                |                    |
| 2000 | brez nastopa    |                    | 8.                 |
| 2001 |                 | 14.                |                    |
| 2002 |                 |                    | brez nastopa       |
| 2003 |                 | brez nastopa       |                    |
| 2004 | brez nastopa    |                    | brez nastopa       |
| 2005 |                 | 7.                 |                    |
| 2006 |                 |                    | 11.                |
| 2007 |                 | 13.                |                    |
| 2008 | brez nastopa    |                    | 6.                 |
| 2009 |                 | 9.                 |                    |